# 松浦松洞
松浦 松洞（まつうら しょうどう）は、江戸時代末期（幕末）の画家、長州藩の志士。諱は温古、通称は亀太郎。

## 生涯
魚商人の子として生まれる。のちに才覚を認められ、長州藩寄組・根来主馬の家臣として仕える。安政3年（1856年）吉田松陰の松下村塾に入り、尊王攘夷運動に参加。江戸に出て漢学を修める。安政5年（1858年）江戸で渡米を企てるものの、松陰が「勤皇倒幕の大事は目前に迫っており、今、海外に出るのは正しい策ではなく、時機ではない」と反対したため、取り止めている。文久2年（1862年）4月13日、久坂玄瑞らと上洛し、公武合体・開国派であった長州藩士・長井雅楽暗殺を計画したが、翻意を促されて断念し、京都粟田山にて切腹した。切腹の原因は、栗田宮（中川宮）が最初は尊攘派の旗を掲げていたにもかかわらず、幕府の懐柔策に乗り、佐幕派の支柱となって、尊攘志士を弾圧するようになったことへの抗議として、死を以って諌めたとも言われている。
幼少より絵画を志し、画家としては四条派の羽様西崕に師事しており、安政6年（1859年）安政の大獄によって江戸護送が決定した吉田松陰の肖像画を残している。
明治44年（1911年）、正五位を追贈された。

## 登場する作品
- 『花燃ゆ』 - 2015年、NHK、演：内野謙太